# Bygningsvidenskab
Bygningsvidenskab er en fællesbetegnelse for de tekniske fagdiscipliner indeklima, bygningsfysik, og bygningsinstallationer.
Bygningsvidenskab er et relativt nyt begreb i det danske sprog, og er en direkte oversættelse af den mangeårige engelske fagbetegnelse Building Science. Definitionen af det danske 'bygningsvidenskab' anses for at være den samme som beskrevet på engelsk.
Uddannelse i Bygningsvidenskab er et fagligt speciale indenfor uddannelsen til bygningsingeniør på lige fod med specialer i bærende konstruktioner, byggeledelse, med videre.
En stor del af den praktiske bygningsvidenskab udføres af private rådgivende ingeniørfirmaer, som hjælper offentlige og private bygherrer med at formgive og konstruere bygværker, samt fører tilsyn med entreprenørernes byggearbejde.